# مونتانیلا
مونتانیلا (به اسپانیایی: Muntanyola) یک شهرستان در اسپانیا است که در بارسلون واقع شده‌است.

## خصوصیات
مونتانیلا ۴۰٫۳ کیلومترمربع مساحت و ۵۶۸ نفر جمعیت دارد و ۸۰۷ متر بالاتر از سطح دریا واقع شده‌است.